# Veia pulmonar
As veias pulmonares são vasos sanguíneos que carregam sangue rico em oxigênio dos pulmões até o átrio esquerdo do coração. Elas são as únicas veias da circulação pós-fetal do corpo humano que carregam sangue oxigenado (vermelho).